# Delft Colony
Delft Colony – jednostka osadnicza w Stanach Zjednoczonych, w stanie Kalifornia, w hrabstwie Tulare.